# 神聖十月
《神聖十月》是一部日本動畫，並由科樂美數位娛樂製作。漫畫由Kiira~☆繪製，並於《月刊Comic Blade》連載，由Mag Garden出版。動畫在2007年1月4日於千葉電視台開始播放。故事圍繞著三個為一位偵探工作的女孩，而那位偵探某天從一位神秘的男孩那裡得到了一種神祕的力量。這部作品使用塔羅牌的符號作為魔法的描繪。

## 故事
主要是述說三位女孩子和一位偵探在Alkana市的黑木偵探社工作的故事。

## 登場人物

### 主要人物
葉山小十乃／黑蘿莉（聲優：片岡梓）
小十乃是一位年輕的、個性樂觀的女孩子，並在黑木偵探社工作。當她還是個小孩子的時候，沒有任何一個關於自己的印象（例如：自己是誰？與自己來自哪裡？）。所以，被教堂的牧師──約書亞收養，並視她為自己的女兒。
白藤菜月／白蘿莉（聲優：福井裕佳梨）
菜月是一位和小十乃同年紀的朋友，也同時是小十乃在偵探社的同事。
聖三咲／紅蘿莉（聲優：小林優）
約書亞（聲優：小野友樹）
約書亞是一位牧師，同時是黑木偵探社的成員之一也是小十乃的養父。儘管小十乃認他為是養父，但是他仍然把自己想成是小十乃的親生父親。
黑木功士朗（聲優：川本成）
功士朗是黑木偵探社的社長，儘管他常常被埋在工作堆裡和無法得到社員們的敬重。
尤安（聲優：鈴木真仁）
尤安是一個患有失憶症的小男孩。他是在一開始給予小十乃魔法力量的人。
艾爾蒂絲塔（聲優：細野佑美子）
艾迪塚原（聲優：上別府仁資）

### 反派者
庫魯茲（聲優：津田健次郎）
亞修（聲優：子安武人）
艾絲梅爾蘭達（聲優：江里夏）

### 其他
理查（聲優：松山鷹志）
帝獵兵（聲優：豐永利行）

## 改編作品

### 漫畫
2006年8月，神聖十月第一次連載於日本漫畫雜誌──Comic Blade月刊上。插畫由Kiira~☆繪製。

### 電視動畫
神聖十月的動畫系列是由Konami Digital Entertainment創作的，並在2007年1月4日在日本的千葉電視台進行首次播放，全部共播放26話。第一片的DVD於2007年3月21日上市。

## 製作人員
- 執行製作人：樹下國昭
- 原案：熊坂省吾
- 原作：科樂美數位娛樂
- 監督：佐藤昌文
- 系列構成：江夏由結
- 人物設定：原將治
- 總作畫監督：原將治、飯田清貴
- 美術監督：高橋和博
- 攝影監督：武原健二
- 音樂：高木洋
- 音響監督：平光琢也
- 動畫製作：STUDIO COMET

### 主題曲
片頭曲
Wheel of fortune（第1話～第25話）
歌：哥德蘿莉少女偵探團（片岡あづさ、福井裕佳梨和小林優）
作詞：藤林聖子、作曲：高木洋
片尾曲
1. （第1話～第10話和第12話～第13話）
歌：福井裕佳梨
作詞：森由里子、作曲：高木洋
2. （第14話～第25話）
歌：小林優
作詞：森由里子、作曲：高木洋
3. Melow Stereo（第26話）
歌：哥德蘿莉少女偵探團（片岡あづさ、福井裕佳梨和小林優）
作詞：藤林聖子、作曲：高木洋

### 各話資料
| 話數 | 日文標題                                        | 中文標題 | 劇本     | 分鏡             | 演出           | 作畫監督           |
| ---- | ----------------------------------------------- | -------- | -------- | ---------------- | -------------- | ------------------ |
| 1    | ロリ誕生! 少女が超ゴスロリに!                   |          | 江夏由結 | 佐藤まさふみ     | 佐藤まさふみ   | 本田辰雄           |
| 2    | ロリ吃驚（びっくり）! 噂の美女が超襲来!         |          | 江夏由結 | 高林久彌         | 高林久彌       | 平川亞喜雄         |
| 3    | ロリ共闘! お嬢様だって超変身!                   |          | 江夏由結 | 藤本義孝         | 藤本義孝       | 藤田正幸           |
| 4    | ロリ迷惑! 超昼間から吸血鬼!                     |          | 笹野惠   | 又野弘道         | 又野弘道       | 福地和浩           |
| 5    | ロリ再戦! エルロックの超リベンジ!               |          | 山田由香 | 筑紫大介         | 筑紫大介       | 五代春香           |
| 6    | ロリ結成! ゴスな少女の超探偵団                  |          | 笹野惠   | 三澤伸           | 遠藤晉、三澤伸 | 原由美子           |
| 7    | ロリ疑惑! ヨシュア、超秘められたその愛…         |          | 江夏由結 | 榎本明廣         | 平井義通       | 渡邊敦子           |
| 8    | ロリ熱投! 何故なの? あなたと超ボーリング!       |          | 山田由香 | まつみゆう       | 高林久彌       | 本田辰雄           |
| 9    | ロリ潜入! その時、TVに映った超大物が!           |          | 笹野惠   | 藤本義孝         | 藤本義孝       | 藤田正幸           |
| 10   | ロリ初恋! あなたに届け超マイハート!             |          | 山田由香 | 又野弘道         | 又野弘道       | 平川亞喜雄         |
| 11   | ロリ激突! 女の意地が超ごっつんこ!               |          | 江夏由結 | まつみゆう       | 高橋順         | はっとりますみ     |
| 12   | ロリ純愛! ソフィアの愛は超輝いて…               |          | 江夏由結 | 中村憲由         | 中野英明       | 原由美子           |
| 13   | ロリ慟哭! 悩んで迷って、超乙女!!                |          | 江夏由結 | 三澤伸           | 遠藤晉         | 渡邊敦子           |
| 14   | ロリ復讐! あたちのうらみを超くらえでち!!        |          | 笹野惠   | 榎本明廣         | 榎本明廣       | 本田辰雄、福地和浩 |
| 15   | ロリ昔日! 記憶のあなたに超会うために…           |          | 山田由香 | 藤本義孝         | 平井義通       | 平川亞喜雄         |
| 16   | ロリ桃色! フォーリンラブに超ホーミータイトでち! |          | 江夏由結 | 高林久彌         | 三澤伸         | 飯田清貴           |
| 17   | ロリ抹殺! 山で遭難超二人きり!!                  |          | 笹野惠   | まつぞのひろし   | 高橋順         | 服部憲知           |
| 18   | ロリ救出! お嬢の決意が超マグマ!                 |          | 山田由香 | 又野弘道         | 又野弘道       | 一川孝久           |
| 19   | ロリ水着! 波に消えた超片思い…                   |          | 江夏由結 | 三澤伸           | 遠藤晉         | 原由美子           |
| 20   | ロリ救急! 友情? 同情? 過剰に超看病!             |          | 江夏由結 | 榎本明廣         | サトウ光敏     | 渡邊敦子           |
| 21   | ロリ帰国! 世界よ、われに超ひざまづけ!           |          | 笹野惠   | 又野弘道         | 熨斗谷充孝     | 阿部千秋           |
| 22   | ロリ公開! 超NAZO・NAZOな私のヒミツ!             |          | 江夏由結 | 高林久彌         | 平井義通       | 本田辰雄、福地和浩 |
| 23   | ロリ窮地! いつの間にやら超敵だらけ!             |          | 山田由香 | 岡佳廣           | 岡佳廣         | 服部憲知           |
| 24   | ロリ激怒! 愛を奪還、超突入!                     |          | 江夏由結 | 又野弘道         | 又野弘道       | 平川亞喜雄         |
| 25   | ロリ激戦! 信じて見つめて超正義!                 |          | 江夏由結 | 三澤伸、高林久彌 | 遠藤晉         | 原由美子           |
| 26   | ロリ決着! めくるめくあなたと超運命!             |          | 江夏由結 | 佐藤まさふみ     | 佐藤まさふみ   | 原將治、渡邊敦子   |

### 播放電視台
日本深夜動畫：下文記載的日本国内播放時間使用日本標準時間（UTC+9）表示。因為部分時間标识會採用30小时制，因此請留意这类超过24:00的时间，其實際播放時間為翌日清晨。
| 播映地域 | 電視台       | 播映期間                    | 播映時間                                                                                    | 所屬聯播網  |
| -------- | ------------ | --------------------------- | ------------------------------------------------------------------------------------------- | ----------- |
| 千葉縣   | 千葉電視台   | 2007年1月4日－2007年6月28日 | 木曜 25時55分 - 26時25分（1月 - 3月） 木曜 26時00分 - 26時30分（4月 - 6月）                 | 獨立UHF系列 |
| 神奈川縣 | 神奈川電視台 | 2007年1月4日－2007年6月28日 | 木曜 26時15分 - 26時45分                                                                    | 獨立UHF系列 |
| 埼玉縣   | 埼玉電視台   | 2007年1月6日－2007年6月30日 | 土曜 25時30分 - 26時00分                                                                    | 獨立UHF系列 |
| 大阪府   | 大阪電視台   | 2007年1月6日－2007年6月30日 | 土曜 26時40分 - 27時10分                                                                    | TXN系列     |
| 愛知縣   | 愛知電視台   | 2007年1月8日－2007年7月2日  | 月曜 26時43分 - 27時13分                                                                    | TXN系列     |
| 全国放送 | AT-X         | 2007年2月1日－2007年7月26日 | 木曜 9時00分 - 9時30分/ 20時00分 - 20時30分、月曜 13時00分 - 13時30分 / 23時00分 - 23時30分 | CS放送      |

## 外部連結
- 神聖十月（官方網站），存于 （日語）
- i-revo Saint October特集サイト，存于 （日語）